# Puntate di Dexter: New Blood
Le dieci puntate della miniserie televisiva Dexter: New Blood sono state trasmesse sul canale statunitense Showtime dal 7 novembre 2021 al 9 gennaio 2022.
In Italia, la miniserie è andata in onda in prima visione sul canale satellitare Sky Atlantic dal 10 novembre 2021 al 12 gennaio 2022.
| nº | Titolo originale         | Titolo italiano          | Prima TV USA     | Prima TV Italia  |
| -- | ------------------------ | ------------------------ | ---------------- | ---------------- |
| 1  | Cold Snap                | Ondata di freddo         | 7 novembre 2021  | 10 novembre 2021 |
| 2  | Storm of Fuck            | Tempesta di merda        | 14 novembre 2021 | 17 novembre 2021 |
| 3  | Smoke Signals            | Segnali di fumo          | 21 novembre 2021 | 24 novembre 2021 |
| 4  | H Is for Hero            | "E" come eroe            | 28 novembre 2021 | 1º dicembre 2021 |
| 5  | Runaway                  | In fuga                  | 5 dicembre 2021  | 8 dicembre 2021  |
| 6  | Too Many Tuna Sandwiches | Troppi sandwich al tonno | 12 dicembre 2021 | 15 dicembre 2021 |
| 7  | Skin of Her Teeth        | La pelle sui suoi denti  | 19 dicembre 2021 | 22 dicembre 2021 |
| 8  | Unfair Game              | Gioco sleale             | 26 dicembre 2021 | 29 dicembre 2021 |
| 9  | The Family Business      | L'attività di famiglia   | 2 gennaio 2022   | 5 gennaio 2022   |
| 10 | Sins of the Father       | I peccati del padre      | 9 gennaio 2022   | 12 gennaio 2022  |

## Ondata di freddo
- Titolo originale: Cold Snap
- Diretta da: Marcos Siega
- Scritta da: Clyde Phillips (sceneggiatura); Clyde Phillips e Adam Rapp (soggetto)

### Trama
Sono passati circa dieci anni da quando Dexter, sotto lo pseudonimo di Jim Lindsay, ha iniziato a vivere come boscaiolo nonché come venditore di armi in un negozio nella fredda cittadina di Iron Lake, New York. Anni trascorsi tenendo a bada con successo i propri istinti omicidi, senza mai uccidere nessuno. Quando nel negozio in cui lavora Dexter si presenta un ragazzo molto ricco, Matt Caldwell, desideroso di acquistare un grosso fucile da caccia molto costoso, Dexter informa il cliente che non potrà acquistare il fucile fino a quando l'FBI non si sarà accertata che l'uomo abbia una fedina penale pulita. Matt insiste per poter possedere l'arma fin da subito, ma Dexter non accetta di infrangere le regole.
Quando Dexter si reca dalla polizia per andare a trovare la sua nuova ragazza poliziotta, Angela, apprende che Matt Caldwell in passato è stato coinvolto in un incidente in barca dove hanno perso la vita 5 persone, ma i poliziotti decidono comunque che il ragazzo è idoneo a detenere l'arma.
Più tardi, Dexter consegna l'arma a casa di Matt, dove è in corso una festa durante la quale Dexter incontra un amico del ragazzo che, stordito dall'alcol e dalle droghe, dopo essersi lamentato dei propri insuccessi con le donne, confida che l'incidente in barca era stato causato volutamente da Matt che si trovava alla guida della barca, ma che il padre, Kurt Caldwell, ha sempre trovato un modo per risolvere i problemi del figlio. Dexter decide di mantenere il segreto per sé e consegna il fucile.
Il giorno dopo, mentre Dexter sta contemplando il fascino di un raro cervo bianco nel paesaggio innevato, Matt spara al cervo e si mostra fiero di averlo ucciso con un solo colpo. L'atteggiamento del ragazzo e la morte ingiustificata dell'animale causa l'ira di Dexter che tramortisce Matt e lo uccide con il suo solito rituale.
In seguito Dexter incontra suo figlio Harrison, che sta cercando il padre da molto tempo. Dexter vorrebbe in cuor suo avere il figlio con sé, ma lo allontana ricordando che in precedenza tutte le persone a lui care sono morte a causa della sua stessa vicinanza. Inizialmente Dexter vuole proteggere il figlio, negando addirittura di essere la persona che cerca. Più tardi però decide di riconciliarsi con lui e afferma di essere suo padre.
- Guest star: Fredric Lehne (Edward Olsen), David Magidoff (Teddy), Katy Sullivan (Esther), Michael Cyril Creighton (Fred Jr.), Gizel Jiménez (Tess), Steve M. Robertson (Matt Caldwell).
- Ascolti USA: telespettatori 678.000 – rating 18-49 anni 0,20%[3]

## Tempesta di merda
- Titolo originale: Storm of Fuck
- Diretta da: Marcos Siega
- Scritta da: Warren Hsu Leonard

### Trama
Harrison esige delle spiegazioni da Dexter: vuole sapere perché il padre è andato via quando il figlio era ancora piccolo, nonché la ragione per la quale Dexter ha addirittura finto la propria morte per tutti questi anni.
Quando Dexter chiede a Harrison se è stata Hannah ad informarlo che il padre era vivo, il ragazzo risponde che Hannah è morta di cancro e dice di aver trovato una lettera scritta dallo stesso Dexter anni prima in cui spiegava le intenzioni del suo allontanamento.
In seguito, a causa della scomparsa di Matt, la polizia incomincia una strenua ricerca a cui partecipano anche gli stessi cittadini di Iron Lake. Dexter ed Harrison trovano nel bosco innevato il cervo bianco ucciso da Matt.
Uccidere un cervo bianco è illegale ed è considerato crimine grave ad Iron Lake, motivo per cui quando la polizia accorre sul posto scoprendo la carcassa dell'animale, si convincono che con tutta probabilità Matt abbia sparato al cervo e, subito dopo, rendendosi conto della gravità del gesto sia scappato dalla cittadina per evitare conseguenze legali.
In verità questa falsa pista è un inganno di Dexter, che essendo il vero assassino di Matt, non vuole farsi scoprire.
Durante le ricerche, Harrison fa amicizia con Audrey, che in seguito si scopre essere la figlia adottiva di Angela.
Più tardi, Dexter ed Harrison si trovano da soli a parlare: il ragazzo comunica al padre tutta la sua necessità di conoscere più informazioni possibili riguardo all'abbandono da parte di Dexter.
A un certo punto, Harrison mostra la propria preoccupazione riguardo all'ipotesi di essere sbagliato, ovvero che qualcosa di particolarmente inaccettabile del ragazzo abbia fatto allontanare il padre spingendolo addirittura a scegliere di mentire sulla propria morte.
Questa preoccupazione da parte di Harrison è rafforzata da una frase della lettera scritta anni prima da Dexter in cui quest'ultimo ipotizzava che un giorno il figlio avrebbe potuto presentare delle tendenze oscure.
Dexter tranquillizza Harrison dicendo che il ragazzo non ha nulla di sbagliato o inquietante: è piuttosto lui stesso ad avere i suoi demoni interiori, e di conseguenza aveva paura di incasinare la vita al figlio.
Mentendo, Dexter dice che i suoi demoni sono nati dopo che, a causa dei vari lutti che ha dovuto subire dopo la morte di molte persone care, si è sentito del tutto perso, con il bisogno di scappare.
Più tardi, Kurt Caldwell si presenta dalla polizia per evitare che le ricerche riguardanti il figlio scomparso vengano chiuse e chiede sostegno anche ai cittadini perché possano perseverare anch'essi nelle ricerche. Le richieste dell'uomo vengono accolte e le ricerche su Matt continuano.
Nel frattempo una ragazza viene ospitata in una stanza con tanti comfort, dopodiché si accorge che la porta è bloccata e vi è una telecamera di sorveglianza sotto alla quale è scritto you are already dead, ovvero tu sei già morta.
- Guest star: Fredric Lehne (Edward Olsen), Gregory Cruz (Abraham Brown), David Magidoff (Teddy), Michael Cyril Creighton (Fred Jr.), Gizel Jiménez (Tess).
- Ascolti USA: telespettatori 560.000 – rating 18-49 anni 0,12%[4]

## Segnali di fumo
- Titolo originale: Smoke Signals
- Diretta da: Sanford Bookstaver
- Scritta da: David McMillan

### Trama
Continuando le ricerche su Matt, la polizia scopre che nel bosco sono installate delle telecamere termiche legate ai tronchi di alcuni alberi, motivo per cui chiedono alla forestale di consegnare i filmati in modo da poter ricostruire più facilmente quanto successo a Matt. Dexter teme di essere scoperto, ma quando la polizia visiona il contenuto del video si scopre che ci sono diversi punti ciechi che impediscono di ricostruire precisamente l'accaduto. La polizia però nota che nel posto in cui è stato ucciso il cervo, oltre a Matt, era presente un'altra persona. Di conseguenza l'indagine diventa più seria e si sospetta che qualcuno abbia aggredito Matt. In seguito viene chiamata la polizia scientifica che conferma che nel punto in cui era stato ucciso il cervo si era consumata anche un'aggressione, e viene fuori che il sangue sulla scena è in parte di Matt.
La polizia decide dunque di far intervenire le unità cinofile il giorno seguente, ma durante la notte Dexter torna sulla scena del crimine cercando di confondere le tracce in modo che i cani non possano scoprire il corpo.
Il giorno dopo, mentre i cani svolgono il loro lavoro, Dexter pensa ad un posto alternativo in cui abbandonare il cadavere di Matt. Alle ricerche del ragazzo si aggiunge Molly Park, una giovane podcaster molto famosa per la sua rubrica dove parla di sparizioni e omicidi.
A scuola, Harrison diventa amico di Ethan e lo difende dagli attacchi e prese in giro dei bulli della scuola minacciandoli, Harrison infatti è abile come il padre nelle arti marziali e da ai bulli un assaggio delle sue capacità come avvertimento, rivelando di essersi iscritto al corso di wrestling. In questo modo Harrison fa desistere i bulli dal tormentare Ethan poiché consapevoli che Harrison li farebbe a pezzi se lo sfidassero in uno scontro. Fuori da scuola Harrison e Audrey si parlano in macchina e il ragazzo rivela di aver imparato le arti marziali per difendersi dopo aver subito numerosi maltrattamenti dalle famiglie affidatarie che lo tormentavano e quindi non sopporta chi se la prende con i più deboli come Ethan.
Più tardi, dopo aver cenato con Harrison, Angela e Audrey, Dexter torna a cercare un posto in cui nascondere il corpo della sua vittima. Girando in macchina incontra Kurt, il padre di Matt, che non sopportando il dolore della scomparsa e probabile morte del figlio, inganna se stesso dicendo che Matt è vivo e asserisce di aver parlato con lui poco tempo prima.
Alla fine, Dexter decide di liberarsi del corpo di Matt per mezzo di un inceneritore.
Nel frattempo, la ragazza imprigionata dall'uomo misterioso viene liberata e, mentre si allontana cercando disperatamente di scappare, viene uccisa subito dopo con un colpo da arma da fuoco da un cecchino vestito di bianco.
- Guest star: Jamie Chung (Molly Park), Fredric Lehne (Edward Olsen), Gregory Cruz (Abraham Brown), Christian Dell'Edera (Ethan), David Magidoff (Teddy), Pamela Matthews (Miriam), Michael Cyril Creighton (Fred Jr.), Katy Sullivan (Esther), Gizel Jiménez (Tess).
- Ascolti USA: telespettatori 325.000 – rating 18-49 anni 0,09%[5]

## "E" come eroe
- Titolo originale: H Is for Hero
- Diretta da: Sanford Bookstaver
- Scritta da: Tony Saltzman

### Trama
Dexter si interroga sulla ragione per cui Kurt Caldwell, il padre di Matt, asserisce che il figlio sia ancora vivo. Inizialmente pensa che l'uomo, non potendo sopportare il dolore immenso per la morte del figlio, abbia avuto delle allucinazioni durante le quali credeva di stare interagendo con lui. Subito dopo però, la sua coscienza sotto forma di Debra dice che in verità Kurt sta mentendo, ed è perfettamente cosciente del fatto che Matt sia morto. Il suo scopo è ingannare la polizia in modo da far chiudere il caso definitivamente per poi occuparsi lui stesso delle ricerche per conto suo, al fine di trovare l'assassino di Matt ed ucciderlo, attuando una sorta di giustizia sommaria.
Kurt nel frattempo continua a diffondere la voce che Matt sia vivo, che ha parlato con lui e che è andato via dalla città di sua spontanea volontà.
L'uomo va dalla polizia e dice ad Angela che Matt si trova in un hotel a New York, ma lei ritiene opportuno fare dei controlli riguardo alla posizione di Matt.
Nel frattempo, Harrison ascolta una puntata del podcast di Molly riguardante Trinity Killer, l'assassino della madre Rita, e si rende conto che "il bambino piccolo che gattona sulla pozza del sangue della madre" di cui si parla nella registrazione è proprio lui stesso, che si trovava sulla scena del crimine al momento del delitto.
Più tardi, Harrison ha una colluttazione con il suo nuovo amico Ethan, il ragazzo bullizzato che in precedenza aveva difeso.
Harrison, pur avendo ricevuto una coltellata su un fianco, ha comunque la meglio sull'altro ragazzo che finisce in ospedale con ferite ben più gravi.
All'arrivo della polizia, Harrison spiega l'accaduto sostenendo che l'origine della colluttazione è stata la richiesta da parte di Ethan nei confronti di Harrison di rendersi complice di una sparatoria che Ethan voleva attuare ai danni dei ragazzi che lo bullizzano da anni. In effetti Ethan possiede un quaderno con disegni raccapriccianti riguardanti le sue fantasie di uccidere i bulli che lo infastidiscono, con tanto di lista nera contenente tutti i nomi delle persone che il ragazzo vorrebbe eliminare.
Harrison sostiene di aver rifiutato di partecipare alla strage proposta da Ethan e che quest'ultimo abbia risposto attaccandolo con una coltellata. Le ferite inferte ad Ethan da parte di Harrison dunque, sono legittima difesa, ma Dexter, indagando meglio sul fatto, anche se da una parte non vorrebbe, alla fine giunge alla conclusione che il figlio stia mentendo su tutta la vicenda. In realtà è stato Harrison ad attaccare per primo e la vera motivazione era che voleva sapere cosa si prova. Harrison possiede dunque dentro di sé un Passeggero Oscuro come il padre.
Tuttavia, considerando la versione ufficiale del fatto secondo cui Harrison ha rifiutato di partecipare ad una presunta strage proposta da Ethan, la città rende omaggio ad Harrison come eroe.
Quando la polizia va nella scuola e riunisce tutti gli studenti segnati nella lista nera di Ethan, il figlio di Dexter prende parola lasciando intendere che moralmente rimane comunque dalla parte di Ethan in quanto tormentato da anni e bullizzato. Anche Ethan è dunque una vittima. A questo discorso segue una riflessione da parte del ragazzo riguardo al fatto che tutti gli esseri umani sono sia eroi che mostri; dipende da quale lato di sé si vuole fare emergere.
Intanto Kurt adocchia una ragazza di passaggio ad Iron Lake e si offre di ospitarla nel suo rifugio.
- Guest star: Jamie Chung (Molly Park), David Magidoff (Teddy), Katy Sullivan (Esther), Michael Cyril Creighton (Fred Jr.), Christian Dell'Edera (Ethan).
- Ascolti USA: telespettatori 460.000 – rating 18-49 anni 0,06%[6]

## In fuga
- Titolo originale: Runaway
- Diretta da: Marcos Siega
- Scritta da: Veronica West

### Trama
Harrison va a una festa con altri studenti dove viene indotto a consumare droghe e va in overdose dopo aver bevuto un drink corretto con fentanyl. Con l'aiuto di Audrey, il ragazzo riesce a salvarsi, ma Dexter ha intenzione di uccidere lo spacciatore che ha venduto la droga e, ottenute le informazioni necessarie per risalire alla sua identità, si avvicina a lui per catturarlo ed eliminarlo ma è costretto ad improvvisare un'aggressione in quanto Logan, un agente di polizia di Iron Lake amico di Angela, era di passaggio. Logan porta entrambi in centrale e Dexter, prima di essere rilasciato, origlia l'interrogatorio dello spacciatore per risalire al fornitore di droga. Dexter intende uccidere il fornitore prima che la polizia ottenga il mandato di perquisizione e realizza di avere solo 12 ore a disposizione. Dexter lo trova e lo affronta e dopo averlo narcotizzato lo fa svegliare sul suo tavolo delle uccisioni e gli mostra tutte le persone che la sua droga ha ucciso. L'uomo nega le sue responsabilità in ciò affermando che lui non costringe nessuno a comprare la sua droga ma Dexter gli dice che per colpa della sua droga suo figlio Harrison è rimasto quasi ucciso e che suo figlio non è un tossicodipendente ma l'uomo lo deride definendolo un pessimo padre se non è capace di tenere suo figlio lontano dalla droga. Proprio quando Dexter sta per uccidere il trafficante, sente un rumore fuori: è Logan che sta aspettando i rinforzi per irrompere nella casa del fornitore. Non potendo uccidere la vittima seguendo il solito iter, Dexter costringe il criminale a sniffare la sua stessa droga, provocandogli un'overdose letale facendo credere che il trafficante si sia suicidato con la sua droga. Nel frattempo, Chloe capisce di essere stata rapita e trova un modo per uscire, facendo intuire al suo rapitore che è disposta a concedersi a lui pur di essere liberata, ma non è quello che vuole Kurt che intende seguire la sua routine omicida. La ragazza decide di tendere una trappola al suo rapitore e lo attira nella stanza con l'intenzione di ferirlo con un frammento di vetro, ma durante l'aggressione Kurt ha la meglio e ordina alla ragazza di scappare se non vuole morire. Lei però si avvicina a lui che è costretto a spararle, colpendola in un occhio, ma prova frustrazione per aver sfigurato il suo viso. Nel frattempo Angela e Molly si recano a New York dove scoprono che Matt non ha mai fatto il check-in in hotel e Kurt ha mentito. Coincidenza vuole che in quell'hotel si sta tenendo un convegno di polizia tenuto da Angel Batista, un ex collega di Dexter. Angela ha l'occasione di parlare con Batista in merito al caso delle ragazze scomparse che sta seguendo da anni e il poliziotto le dice che la sua perseveranza gli ricorda la sua defunta collega Debra Morgan, raccontandole anche della sua tragica storia. Quella sera Angela fa delle ricerche e scopre la vera identità di Dexter che ha inscenato la sua morte a Miami per poi cambiare vita.
- Special guest star: David Zayas (Angel Batista).
- Guest star: Jamie Chung (Molly Park), Shuler Hensley (Elric), David Magidoff (Teddy), Gizel Jiménez (Tess), Katy Sullivan (Esther), Pamela Matthews (Miriam), Skyler Wright (Chloe), Oscar Wahlberg (Zach).
- Ascolti USA: telespettatori 549.000 – rating 18-49 anni 0,11%[7]

## Troppi sandwich al tonno
- Titolo originale: Too Many Tuna Sandwiches
- Diretta da: Marcos Siega
- Scritta da: Scott Reynolds e Warren Hsu Leonard

### Trama
Harrison è spesso lusingato da Kurt, che cerca di manipolarlo per avvicinarlo a sé. Angela scopre la vera identità di Dexter, che si giustifica dicendo che era fuggito dalla morte di Rita Bennett e di Debra e dalle attività nella polizia a contatto con il sangue. Inoltre rivela di aver abbandonato il figlio per non coinvolgerlo nella sua maledizione. Si era dunque lanciato nel tornado per morire ma essendo fortunatamente sopravvissuto aveva deciso di sfruttare questa seconda possibilità per rifarsi una vita diversa altrove, come Jim. Harrison accetta di lavorare per Kurt, nonostante l'opposizione del padre che gli dice di non fidarsi di lui. Il passeggero oscuro di Harrison emerge ancora in un incontro di wrestling scolastico; Dexter non sa come gestirlo e finisce per avere un'aspra discussione col figlio. Poi Dexter accompagna Harrison dallo psicologo per cercare di risolvere i conflitti, ma poiché non può aprirsi sui suoi terribili segreti la seduta va in fumo ed Harrison è deluso dalle bugie. Intanto, Dexter cerca di capire chi possa aver scoperto la sua identità e sospetta di Molly Parker, la podcaster che collabora con Angela. Infatti la ragazza tra gli argomenti del suo podcast ha parlato anche di Trinity Killer (l'assassino che uccise Rita) e il Macellaio di Bay Harbor (lo stesso Dexter). Molly viene seguita da Dexter; la ragazza incontra Kurt in un bar e Dexter, con la scusa di salutarli, pone il suo cellulare in carica, attivando la funzione di ascolto per registrare la conversazione. Kurt dice a Molly che Matt è ancora vivo e le concede di intervistarlo, portandola al suo rifugio segreto nei pressi di Clark Caves chiedendole riservatezza e di non avvisare la polizia. Molly accetta, ma Dexter ha un sospetto e li segue. Con una scusa, riesce a irrompere nel rifugio dove scopre che la stanza nella quale stava conducendo Molly ha una porta che si apre solo dall'esterno e una telecamera. Ora Kurt sa bene che Dexter ha capito che è lui il killer seriale delle ragazze scomparse in zona. Quella sera Harrison ha un incontro di wrestling nella palestra della scuola, dove, durante l'incontro, a seguito di una testata a tradimento del suo avversario che gli fa sanguinare il naso ed esortato da Kurt, durante il secondo round dell'incontro Harrison ha la meglio sul suo avversario e, preso dalla rabbia e istigato da Kurt a rilasciare la sua natura violenta, gli spezza un braccio davanti agli occhi sbalorditi del pubblico e di Dexter. Fuori dalla palestra Dexter rinfaccia al figlio che se non impara a controllare i suoi impulsi violenti finirà per ferire persone che non meritano questo. Intanto Angela intuendo che la menzogna di Kurt sul presunto ritorno del figlio era necessaria per evitare che le ricerche portassero alle caverne di Clark Caves, dove evidentemente si nasconde qualcosa. Così decide di riprenderle proprio in quella zona e infatti rinviene il cadavere della sua amica Iris, scomparsa 25 anni prima. In preda al panico, Angela chiama Dexter per chiedergli un aiuto, stavolta non come Jim bensì come Dexter, esperto della scientifica, per le sue capacità di analisi della scena del crimine.
- Guest star: Jamie Chung (Molly Park), David Magidoff (Teddy), Gizel Jiménez (Tess), Katy Sullivan (Esther), Alton Fitzgerald White (Morris Cooper).
- Ascolti USA: telespettatori 695.000 – rating 18-49 anni 0,15%[8]

## La pelle sui suoi denti
- Titolo originale: Skin of Her Teeth
- Diretta da: Sanford Bookstaver
- Scritta da: Veronica West e Kirsa Rein (sceneggiatura); Veronica West, Kirsa Rein e Alexandra Salerno (soggetto)

### Trama
Nella caverna Angela e Dexter esaminano il cadavere della ragazza, ricostruendone la morte e trovando dei parziali frammenti di pelle su un dente. Angela decide di confrontarne il DNA con quello di Kurt, che ormai è il suo sospettato. Harrison e il padre hanno rapporti pessimi, anche per l'influenza ambigua di Kurt. Harrison accetta di lavorare per Kurt nonostante l'opposizione del padre che cerca di allontanarlo, ritenendolo una persona poco affidabile. Dexter racconta ad Angela del salvataggio di Molly al rifugio di Kurt e vanno ad esaminarlo insieme, ma è stato già smantellato per cancellare tutte le prove eventuali. Kurt viene arrestato e nel frattempo un suo autista consegna ad Harrison una busta da dare a Dexter: al suo interno vi è una vite ortopedica in titanio. Con uno stratagemma Dexter riesce a entrare nella prigione della centrale di polizia per affrontare e minacciare Kurt direttamente, ma scopre che in realtà questi già da tempo aveva capito che gli aveva ucciso il figlio, grazie a della cenere sui vestiti che gli era rimasta dopo averne incenerito il corpo e alla vite in titanio rinvenuta nel suo inceneritore che era una protesi di Matt. Entrambi ormai sanno l'uno dell'altro e quindi si sfidano apertamente. Dunque Dexter è consapevole che l'uccisione di Harrison potrebbe essere la vendetta nei suoi confronti. Durante gli interrogatori, Kurt si dichiara innocente e racconta che Iris è stata uccisa da suo padre che era un alcolista, violento ed era solito molestare le ragazze mentre girava in camion. Angela non crede alla versione di Kurt, ma poiché non ci sono prove sufficienti l'uomo viene rilasciato. Angela e Molly si incontrano e cominciano a ricollegare altre stranezze nel comportamento di Dexter e su come avesse fatto ad ascoltare la conversazione tra Kurt e Molly prima di essere portata al rifugio che fanno aumentare i dubbi su di lui. Dopo esser stato liberato, Kurt riprende ad adescare ragazze da uccidere e la prossima vittima sembra essere proprio Molly. Nel frattempo Harrison aggredisce col rasoio i compagni di squadra del ragazzo al quale ha spezzato il braccio che volevano aggredirlo ma viene bloccato in tempo dal padre che evita che la cosa finisca in tragedia e caccia i ragazzi dal posto. Harrison a quel punto rivela di aver avuto sempre incubi per aver assistito all'omicidio della madre quando era un bambino e che Trinity, dopo aver ucciso Rita, gli disse in modo crudele che il padre sarebbe tornato a casa presto. Harrison confessa di avere istinti aggressivi che stenta a contenere e che si sono innescati da quando ha visto il podcast su Trinity; Dexter realizza che anche il figlio ha il suo stesso "passeggero oscuro" e vorrebbe aprirsi a lui e raccontargli la verità per aiutarlo a controllare tali impulsi, ma in preda alla rabbia Harrison scappa. Nel tentativo di seguirlo, Dexter viene sorpreso alle spalle e rapito.
- Special guest star: John Lithgow (Arthur Mitchell).
- Guest star: Jamie Chung (Molly Park), Shuler Hensley (Elric Kane), Gregory Cruz (Abraham Brown), David Magidoff (Teddy), Michael Cyril Creighton (Fred, Jr.), Katy Sullivan (Esther), Pamela Matthews (Miriam), Alton Fitzgerald White (Morris Cooper).
- Ascolti USA: telespettatori 713.000 – rating 18-49 anni 0,15%[9]

## Gioco sleale
- Titolo originale: Unfair Game
- Diretta da: Sanford Bookstaver
- Scritta da: Tony Saltzman e David McMillan

### Trama
Dexter, dopo essere stato catturato e legato da Elric Kane, uno scagnozzo di Kurt Caldwell, viene da questi trasportato verso il rifugio segreto. Nel viaggio ascolta una telefonata fra i due che gli fa capire che è destinato ad essere ucciso assieme al figlio. Si riesce tuttavia a liberare e a scappare nei boschi, ferito ed inseguito dal suo rapitore, finché non riesce ad ammazzarlo tendendogli una trappola. Col telefono del rapitore contatta Kurt facendogli credere che va tutto bene, nonostante un ritardo nei tempi. Nel frattempo Kurt continua la sua opera di persuasione di Harrison, ripercorrendo alcuni ricordi di suo figlio ucciso e lo porta nella scuola che è chiusa a causa delle vacanze natalizie mostrandogli i trofei del figlio e inseguito gli insegna a giocare a baseball ma durante il gioco Harrison si fa colpire dalle palle curve del macchinario di allenamento come modo per punirsi, sentendosi un mostro e credendo che il padre non lo ami e lo veda come uno psicopatico. Questo atto lascia sorpreso Kurt, nel vedere il ragazzino autolesionarsi arrivando a provare pena per lui nel vederlo così solo e triste, tuttavia questo non lo fa desistere dai suoi intenti assassini. Dopo aver convinto Harrison a venire con lui lo porta al suo rifugio dove alterna momenti di apparente empatia col ragazzo alla predisposizione della sua vendetta mortale. Nel frattempo Angela viene a sapere da Logan che Dexter aveva aggredito lo spacciatore della zona dopo l'overdose di Harrison. Angela interroga lo spacciatore per sapere cosa fosse successo e il ragazzo racconta che il suo aggressore prima di picchiarlo gli ha forato il collo con un ago. La donna apprende che anche il fornitore di droga aveva lo stesso foro sul collo e realizza che Dexter aveva intenzione di sedarlo prima di ucciderlo. Parlando col coroner, Angela scopre che tra le sostanze rinvenute nel corpo del fornitore vi è anche un tipo narcotico utilizzato dal Macellaio di Bay Harbor, quindi i sospetti su Dexter diventano sempre più nitidi. Intanto Dexter ruba il fuoristrada di Elric per andare al rifugio di Kurt, tentando senza esito di avvertire telefonicamente Harrison dei rischi che corre. Vedendo tardare troppo il suo complice, Kurt decide di avviare comunque la sua vendetta e si presenta nella stanza dove si trova Harrison con la sua tuta mimetica ed il fucile pronto per sparargli. Mentre Harrison prova a fuggire nel bosco con Kurt che gli punta il laser di precisione, arriva Dexter col fuoristrada che lo investe di striscio facendogli sbagliare il colpo. Kurt scappa fra la neve, mentre Dexter ed Harrison si abbracciano per lo scampato pericolo. Nell'auto, Dexter decide che è il momento di raccontare la sua vita al figlio, col quale per lo shock si è rafforzato il sentimento di unione reciproca, e gli dice che gli insegnerà il codice di Harry per fargli controllare il passeggero oscuro che anche lui ha dentro. Il ragazzo per la prima volta abbraccia il padre con affetto rendendosi conto che ha sempre tenuto a lui e che voleva davvero proteggerlo.
- Guest star: Shuler Hensley (Elric Kane).
- Ascolti USA: telespettatori 566.000 – rating 18-49 anni 0,11%[10]

## L'attività di famiglia
- Titolo originale: The Family Business
- Diretta da: Marcos Siega
- Scritta da: Scott Reynolds

### Trama
Dexter comincia a raccontare gradualmente ad Harrison la verità sulla sua vita e il rapporto col suo passeggero oscuro, omettendo inizialmente le parti più crude sotto consiglio immaginario della sorella Debra. Comincia a spiegargli il codice di Harry che può incanalare la loro tendenza aggressiva “a fin di bene”, ovvero verso la punizione di chi sfugge alla giustizia e gli racconta di Wiggles il Clown e di come in passato aveva sistemato il pedofilo assassino che rapiva e torturava le sue vittime prima di ucciderle. Tuttavia su consiglio dello spirito di Debra decide di non dire ad Harrison che uccideva le sue vittime per evitare che Harrison possa diventare un assassino. Harrison capisce di essere affetto dalla stessa condizione del padre ma che imparando tale codice morale può imparare a controllarsi e non fare del male a persone innocenti. Intanto Angela continua ad analizzare materiali che la fanno insospettire sempre di più su Dexter, identificandolo ormai col vero macellaio di Bay Harbor. Arriva il giorno di Natale e grazie alle regole del codice morale di Dexter, il rapporto tra padre e figlio migliora e finalmente Harrison è riuscito ad allontanare la sua rabbia verso il padre, diventando un ragazzo più tranquillo rivelando la sua natura premurosa e gentile rimaste nascoste fino a quel momento: Dexter e Harrison si scambiano dei regali, anche con Angela e Audrey. Ma all'improvviso l'atmosfera, insolitamente serena, viene incrinata dalla visita di Kurt che si presenta con un regalo. Dexter e il figlio capiscono che Kurt non essendo scappato, come immaginavano, si trovano ancora in pericolo di vita. Vanno dunque a caccia del posto dove potrebbero esserci i trofei delle sue numerose vittime, ovvero la prova definitiva per poterlo uccidere secondo il Codice di Harry. Con l'aiuto di un drone individuano una botola vicino al suo rifugio segreto e decidono di ispezionarla al calar della notte. Nel frattempo Kurt tenta di stanare Dexter e Harrison appiccando un incendio alla loro baita per poi ucciderli col fucile, ma si rende conto che i due non ci sono. Attraverso un allarme di sorveglianza, Kurt scopre che Dexter ha scoperto il luogo dove nasconde le vittime. Nel sotterraneo di Kurt ci sono una ventina di teche con le povere vittime imbalsamate e fra queste c'è anche la podcaster Molly Parker uccisa da Kurt perchè aveva continuato a infastidirlo ripetutamente. Di fronte a tanta malvagità, Harrison sente di voler uccidere Kurt e Dexter si apre definitivamente a lui e gli racconta tutti i dettagli di quello che fa, rivelandogli che non si limitava a minacciare le sue prede per scoraggiarle a continuare, ma che anzi ne aveva uccise a centinaia, incluso il pedofilo di cui aveva raccontato ad Harrison e di aver ucciso anche Trinity, che Harrison stesso avrebbe voluto uccidere lentamente per vendicare la madre. Harrison si rende conto che il padre ha salvato migliaia di persone innocenti eliminando numerosi assassini e decide di aiutarlo. Kurt, sapendosi scoperto, si precipita a casa sua prendendo tutto ciò che può e si prepara a scappare, ma Dexter e Harrison, che lo attendevano, lo catturano e lo portano nel suo sotterraneo. Qui Dexter allestisce la sua rituale sala di esecuzione, con la parziale collaborazione di Harrison che appare turbato ma accetta di continuare. Dopo averlo fatto riprendere, Dexter fa ammettere a Kurt di essere stato lui a uccidere tutte le ragazze e afferma che le ha salvate dal trauma di vivere da vagabonde e che le imbalsamava per tenerle accanto a sè, in modo che restassero preservate. Dexter afferma che sono tutte menzogne e che la verità è che Kurt l'ha fatto per il potere che gli dava e come si nutrisse del terrore che provocava alle sue vittime, cosa che alla fine il serial killer ammette essere vera. Prima di morire, Kurt fa capire ad Harrison che lo voleva assassinare per vendicare suo figlio, confessandogli che è stato ucciso da Dexter. Quest'ultimo spiega che lo ha ucciso in quanto egli aveva determinato cinque morti sul motoscafo col suo comportamento incosciente, ma era ingiustamente sfuggito al carcere e per questo rientrava nel Codice di Harry. Kurt, rendendosi conto che Dexter uccide le persone in nome di un codice di moralità insulta la moralità di Dexter deridendo le regole morali di Dexter che zittisce l'assassino rinfacciandogli che Matt quando era finito sul suo tavolo aveva dato la colpa al padre se era un violento esattamente come Kurt. Dexter ormai libero dalle esitazioni e dalla reticenza verso suo figlio, uccide Kurt e disseziona, presenza di Harrison, il cadavere e completa la sua macabra opera. Poi insieme vanno ad incenerire il corpo smembrato. Al ritorno trovano la casa completamente bruciata, con i vigili del fuoco e la polizia sul posto, così Audrey li invita a casa loro per ospitarli temporaneamente. Qui viene lasciata una busta con una lettera che accusa Jim/Dexter dell'omicidio di Matt Caldwell.
- Guest star: Jamie Chung (Molly Park), Shuler Hensley (Elric Kane), David Magidoff (Teddy Reed), Michael Laurence (Wiggles il Clown).
- Ascolti USA: telespettatori 576.000 – rating 18-49 anni 0,11%[11]

## I peccati del padre
- Titolo originale: Sins of the Father
- Diretta da: Marcos Siega
- Scritta da: Clyde Phillips (sceneggiatura); Clyde Phillips, Alexandra Franklin e Marc Muszynski (soggetto)

### Trama
Mentre controlla i resti della casa bruciata di Dexter, Angela trova qualcosa che attira la sua attenzione. Angela, divenuta paranoica a causa dei podcast di Molly credendo che Dexter sia un pericolo per lei e sua figlia non riuscendo più avere fiducia nell'uomo con cui vive, decide di arrestarlo. Dexter ed Harrison decidono di traslocare e trasferirsi a Los Angeles per continuare la loro vita da vigilanti insieme. Quella sera, Angela, dopo aver allontanato Harrison e Audrey, arresta Dexter per l'omicidio di Matt Caldwell. Alla centrale di polizia, Angela mostra a Dexter il biglietto che Kurt ha spedito, dove accusa Dexter della morte di suo figlio Matt. Angela rivela anche di aver trovato una vite in titanio nella sua baita, il cui numero di serie coincide con quelle usate su Matt e teorizza che Dexter lo abbia ucciso dopo l'incidente con il cervo per poi cremarne il corpo. Dexter, invece, afferma che quelle viti sono state messe lì da Kurt per incastrarlo. Inoltre le ricorda che ha mentito sul fatto che suo figlio Matt fosse a New York e che fosse nel suo rifugio. Lo avrebbe, invece, ucciso e poi ha bruciato la sua baita affinché Angela trovasse quella vite. Angela non crede a questa teoria, mentre Logan la considera abbastanza plausibile e lo sarebbe anche per la giuria ed il procuratore. Angela telefona, ad Angel Batista per interrogarlo sul Macellaio di Bay Harbor. Batista afferma che, all'epoca, lui credeva che il Macellaio fosse James Doakes, mentre la sua defunta ex moglie, il capitano Maria LaGuerta, credeva che, in realtà, fosse Dexter. Angela, allora, gli invia per email una foto di lei con Dexter scattata il mese scorso, scioccando Batista che si rende conto che Dexter è ancora vivo. Batista si mette in viaggio per arrivare ad Iron Lake entro il giorno seguente. Angela accusa ancora una volta Dexter mostrandogli uno schema comune nella morte di Miles O'Flynn, di Jasper Hodge e delle altre vittime del Macellaio. Si tratta dell'identico segno sul collo e dell'uso, in ogni caso, della ketamina accusandolo con rabbia e paura di essere un mostro. Dexter chiede di spegnere la telecamera che lo sta registrando e rivela che Kurt è responsabile della morte di Iris e di tutte le altre donne scomparse, e invita Angela a cercare i loro corpi nel nascondiglio fuori dalla baita per farle capire che non è un uomo pericoloso ma che il vero pericolo era sempre stato Kurt che aveva ingannato tutti compreso lei. Angela decide così di andare e lascia Dexter in cella con Logan di guardia. Nella sua cella, Dexter è tormentato da Debra, che lo prende in giro per aver pensato di poterla fare franca. Dexter, preso dalla paura e dal terrore di non poter più stare a fianco del figlio e proteggerlo come gli aveva promesso, decide di evadere. Dexter chiede a Logan una bottiglia d'acqua ma, mentre gliela passa, lo afferra per il collo, pretendendo che lo liberi. Tuttavia, Logan finge di prendere le chiavi ma estrae la sua pistola sparando un colpo e spingendo Dexter a spezzargli il collo, uccidendolo. Prese le chiavi di Logan, Dexter fugge dalla centrale di polizia e contatta Harrison col cellulare di Logan, dicendogli di prendere le sue cose ed incontrarsi nel luogo dove è avvenuto l'incidente col cervo. Nel frattempo, Angela scopre il nascondiglio di Kurt e rimane inorridita nel trovare i corpi delle donne scomparse, tra i quali anche quello di Molly. Angela resasi conto di essere stata manipolata da Kurt ed essersi resa conto che si era sbagliata sul conto di Dexter e che non era pericoloso cerca di contattare Logan, senza successo. Contatta allora Teddy, ordinandogli di allertare tutte le autorità possibili. Quando torna alla centrale di polizia, scopre che Logan è morto. Al mattino presto, Dexter incontra Harrison che nota del sangue sul suo viso. Poiché l'ha chiamato dal telefono di Logan, deduce che l'abbia ucciso lui, cosa che Dexter ammette. Harrison gli contesta di aver violato il Codice uccidendo un innocente, accusandolo che gli piace fare quello che fa e si rifiuta di andare con lui, dicendogli che dovrebbe costituirsi. Dexter decide di lasciare la città senza di lui, ma Harrison improvvisamente tira fuori il fucile da caccia, donatogli per Natale, incolpandolo della morte di Rita e di Debra e di aver lasciato che Harrison crescesse con tendenze oscure. Dexter rendendosi conto di aver ucciso un vero innocente stavolta decide di farla finita, scusandosi per la sua natura e per non essere riuscito ad essere per lui un padre, ordina al figlio di ucciderlo con il fucile, per il bene di entrambi. Harrison spara e il proiettile colpisce Dexter al petto. Mentre giace morente, Dexter tiene la mano di Debra prima di morire per le ferite riportate. Angela raggiunge Harrison e, invece di arrestare Harrison, gli consegna dei soldi e gli ordina di lasciare la città e non fare più ritorno, con l'intenzione di nascondere le sue tracce e il suo coinvolgimento. Nel pick-up del padre, Harrison trova la lettera che Dexter ha scritto ad Hannah, dove spiegava ciò che non è riuscito a fare per sé stesso e per Harrison, pregandola infine: "finché Harrison non inizi a mostrare tendenze oscure, ti prego, lasciami morire così che mio figlio possa vivere".
- Special guest star: David Zayas (Angel Batista).
- Guest star: Jamie Chung (Molly Park), Gregory Cruz (Abraham Brown), David Magidoff (Teddy Reed), Michael Cyril Creighton (Fred Jr.), Gizel Jiménez (Tess), Katy Sullivan (Esther).
- Ascolti USA: telespettatori 814.000 – rating 18-49 anni 0,16%[12]